# جامعة أستراليا الغربية
جامعة ويسترن أستراليا هي جامعة عامة في أستراليا تأسست عام 1911. تقع في مدينة برث.

## خريجون بارزون
- بوب هوك: رئيس وزراء أستراليا وزعيم حزب العمال الأسترالي في الفترة من 1983 إلى 1991.
- نادية بدوي